# 小行星1635

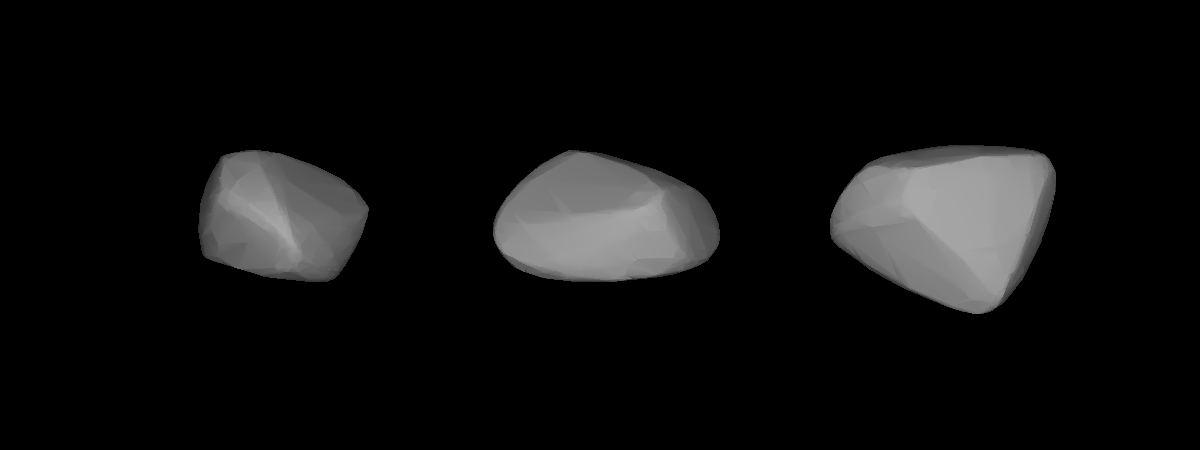
小行星1635的形状

小行星1635（1635 Bohrmann）是一颗绕太阳运转的小行星，为主小行星带小行星。该小行星于1924年3月7日发现。
該小行星以德國天文學家阿爾弗雷德·博爾曼命名。

## 轨道参数
小行星1635的轨道半长轴为2.8552087 UA，离心率为0.060。